# Timo Lassy
Timo Lassy er en jazzsaxofonist fra Finland.

## Diskografi
- Round Two (2009)